# Кереська жестова мова

Знак на позначення кукурудзи

Кереська жестова мова (англ. Keresan Sign Language), також відома як жестова мова індіанців пуебло народу керіс (англ. Keresan Pueblo Indian Sign Language), — сільська жестова мова, якою розмовляють багато жителів пуебло народу керес із відносно високою частотою вродженої глухоти.
В одному маленькому кересанському пуебло в центральній частині Нью-Мексико 15 з 650 членів племен мають серйозні проблеми зі слухом, що трохи більше ніж удвічі за середній показник по країні та відображає загалом високий рівень вад слуху серед американських індіанців.
Мова жестів керес розроблена місцево і не пов'язана з торговою жестовою мовою північноамериканських індіанців.